# Far tapetserer
Far tapetserer er en dansk stum komediefilm fra 1909 produceret af Nordisk Films Kompagni og instrueret af Viggo Larsen.

## Handling
Grosserer Sørensen har hyret håndværkere til at tapetsere dagligstuen. Han er imidlertid utilfreds med deres arbejdsiver, og  sparker dem ud for i stedet selv at færdiggøre arbejdet. Det viser sig imidlertid ikke at være så let, som Sørensen havde forestillet sig, og han må genantage håndværkerne.

## Medvirkende
- Petrine Sonne
- Gudrun Kjerulf